# 乂安府

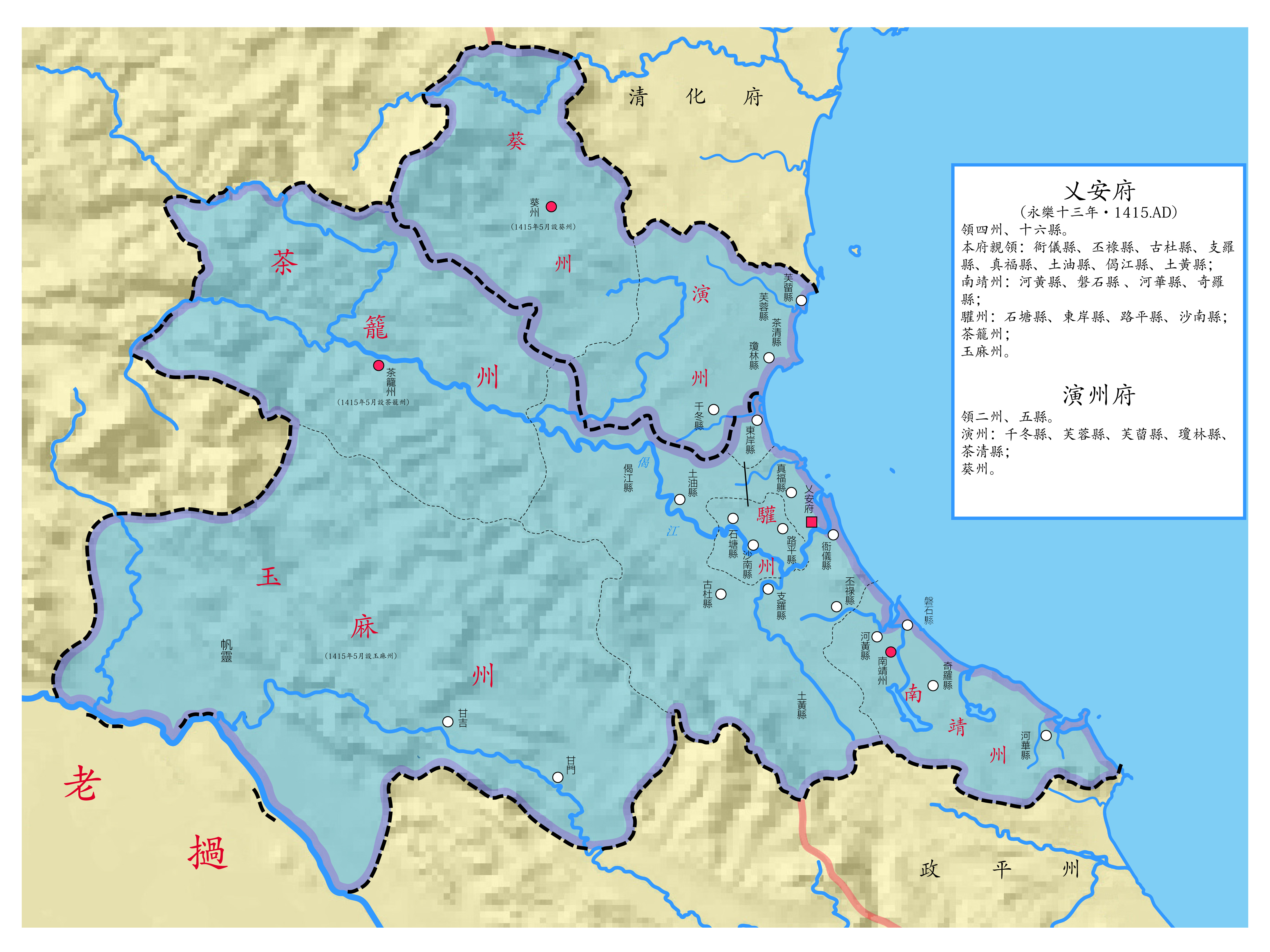

乂安府，是明代交阯承宣布政使司下轄的一個府，領南靖州、驩州、茶籠州、玉麻州四州、衙儀縣、丕祿縣、古杜縣、支羅縣、真福縣、土油縣、偈江縣、土黃縣、河黃縣、盤石縣、河華縣、奇羅縣、石塘縣、東岸縣、路平縣、沙南縣十六個縣。治約在今越南河靜省、乂安省，甘蒙省。

## 沿革
- 漢代為九真郡地。
- 永樂五年六月癸未（1407年7月5日）置乂安府，領南靖州、驩州二州，本府領衙儀縣、丕祿縣、古杜縣、支羅縣、真福縣、土油縣、偈江縣、土黃縣八縣，南靖州領河黃縣、盤石縣、河華縣、奇羅縣四縣，驩州領石塘縣、東岸縣、路平縣、沙南縣四縣[3][4]，領州二縣十六。
- 永樂六年春正月戊辰（1408年2月15日），設交阯乂安府臨安鎮金場局[5]。
- 永樂十年冬十月戊寅（1412年11月30日），交阯總兵官英國公張輔至乂安府土黃縣惡江，捕獲偽少保潘季祐等，授潘季祐交阯按察司副使管乂安府事[6]。
- 永樂十三年夏四月初五日壬申（1415年5月13日），設交阯乂安府之茶籠、玉麻二州[7][8][9][10][11]，領州四縣十六。
- 永樂十三年八月丁亥（1415年9月25日），並南靖州之河黃縣入本州，並驩州之沙南縣入本州、驩州路平縣入衙儀縣[12]，領州四縣十三。
- 永樂十四年秋七月己亥（1416年8月2日），復設交阯乂安府臨安鎮金場局[13]。
- 永樂十五年五月丁未（1417年6月6日），擢交阯交州府土人頭目胡杜為乂安府知府[14]。
- 永樂十五年八月丙寅，設交阯乂安府廣積庫，鹽課提舉司之安濟、演濟鹽倉[15][16]。
- 永樂十七年秋八月十一癸未（1419年8月31日），交阯乂安府土官知府潘僚反，被討伐後，逃至玉麻州依土官知州琴貴[17]。
- 永樂十七年九月丙辰（1419年10月3日），並支羅縣、土油縣入衙儀縣，土黃縣入古杜縣、真福縣入驩州，偈江縣入石塘縣、南靖州之盤石縣入本州、奇羅縣入河華縣，驩州之東岸縣入本州[18][19]，領州四縣五。
- 永樂十九年冬十二月壬寅（1422年1月6日），定議乂安府每引米三鬥折稻七鬥五升[20]。
- 宣德元年二月己卯，交阯土官乂安府通判阮思立等以考滿至京進土絹衣香[21]。